# تشيكو (تكساس)
تشيكو (بالإنجليزية: Chico)‏ هي مدينة أمريكية تقع في ولاية تكساس.تبلغ مساحة هذه المدينة 3.3 (كم²)،ويبلغ عدد سكانها 947 نسمة حسب إحصاء سنة 2010 م. تشير إحصاءات سنة 2000م بأن الكثافة السكانية في هذه المدينة تقدر بـ(291.2) نسمة/كم2.